# Charouz Racing System
Charouz Racing System (CHRS, также известная как Lotus в World Series Formula V8 3.5) — чешская автогоночная команда, созданная в 1985 году Антонином Хароузом.

## История
В 1980-х годах Charouz участвовал в чемпионате Европы по кольцевым гонкам в классе 1600 куб. см на Toyota Corolla. К 1992 году они подготовили автомобили для специальной кубковой серии Ford Fiesta, Escort RS 2000-х и Pumas.
С 1998 года Charouz участвует в чемпионате Европы по ралли, чемпионате Словакии и серии европейских зон.
Когда в 2005 году дебютировала серия А1 Гран-при, Charouz руководил командой А1 в Чехии. Позже команда взяла на себя управленческие обязанности A1 Team Brazil.
Новинкой 2007 года стало участие в гонках на выносливость в Европейской серии Ле-Ман. Соревнуясь с прототипом Lola-Judd, команда закончила сезон на пятом месте в чемпионате своего класса, включая второе место в Валенсии. В 2008 году команда начала сотрудничество с Aston Martin Racing и Prodrive, управляя новым купе Lola B08/60 в серии Ле-Ман и 24 часах Ле-Мана. B07/17 2007 года участвовал в Ле-Мане под баннером Charouz, но машиной управляла команда Cytosport Грега Пикетта с помощью Jota Sport Сэма Хигнетта, той же организации, которая подготовила эту машину для Charouz в 2007 году.
В 2010 году Charouz участвовал в серии Auto GP, выставив четыре машины.
В 2018 году, после краха Мировой серии Формулы V8 3.5, Charouz присоединился к чемпионату Формулы V8 3.5, выставив Антонио Фуоко и Луи Делетраза, и сотрудничал с американской командой Ральфа Шумахера в чемпионате ADAC Формула-4. Это привело к тому, что команда одержала две победы с Фуоко в Формуле-2, включая двойной подиум в спринтерской гонке в Монако, и заняла шестое место в командном зачёте, одновременно завоевав титулы пилотов и конструкторов ADAC Formula 4 с Лиримом Цендели.
В ноябре 2018 года было объявлено, что с 2019 года Charouz будет выступать в качестве юношеской команды Sauber Формулы-1. В 2019 году команда расширилась до недавно созданного чемпионата Формулы-3, продолжая при этом сотрудничество с US Racing в ADAC Formula 4.
В декабре 2019 года, после сезона выступлений в качестве юниорской команды Sauber, Charouz объявил, что вернётся к своему прежнему названию в 2020 году. Луи Делетраз и Педро Пике были первыми гонщиками, объявленными в состав команды. Оба выступали за Charouz Racing System в третьем сезоне подряд в чемпионате Формулы-2.
В сезоне Формулы-2 2021 года Charouz первоначально выступал в составе, состоящем из немца Дэвида Бекмана и бразильца Гильерме Самайя, а Энцо Фиттипальди заменил Дэвида, начиная с этапа в Монце.